# Spencer Prior
Pour les articles homonymes, voir Prior.
Spencer Justin Prior, couramment appelé Spencer Prior, est un footballeur puis entraîneur anglais, né le 22 avril 1971 à Southend-on-Sea, Angleterre. Évoluant au poste de défenseur central, il est principalement connu pour ses saisons à Southend United, Norwich City, Leicester City, Derby County, Manchester City et Cardiff City. Il a ensuite terminé sa carrière en Australie et a été le sélectionneur de l'Australie féminines U20 (en) puis de la Thaïlande féminines.

## Biographie

### Carrière de joueur
Natif de Southend-on-Sea, il commence sa carrière dans le club local, Southend United. Il y devient rapidement un cadre et ses solides performances en défense centrale attirent l'attention de clubs plus huppés. Norwich City et Wolverhampton Wanderers l'approchent et il opte pour les Canaries dans le but de jouer la Coupe UEFA 1993-94 pour laquelle le club s'est qualifié. Une indemnité de 300 000 £ est versée à Southend United. 
Pour sa première saison à Norwich City, il participe ainsi à deux confrontations historiques du club avec la victoire (en) contre le Bayern Munich et la défaite face à l'Inter Milan. Il ne parvient toutefois pas à s'imposer durablement comme titulaire lors de ses deux premières saisons, mais à la suite de la relégation en Division One à l'issue de la 1994-95 et à l'arrivée de nouveaux entraîneurs, Martin O'Neill et Gary Megson (en), il devient alors un des cadres de l'équipe, au point d'être désigné Joueur de l'année de Norwich City à l'issue de la saison 1995-96.
En août 1996, il est transféré à Leicester City pour 600 000 £ et, dès sa première saison, il remporte la League Cup en battant Middlesbrough en finale (avec un match à rejouer à la suite d'une première rencontre sans vainqueur). Après deux saisons, en 1998, il est transféré à Derby County où il restera aussi deux saisons. 
Juste avant la date limite des transferts en 2000, il est recruté par Manchester City alors qu'il avait été approché par de nombreux clubs. Les Citizens tenaient à l'avoir pour compenser l'absence d'Andy Morrison (en), blessé pour une longue période, et alors qu'ils ne disposaient plus que de deux défenseurs centraux aptes (Gerard Wiekens (en) et Richard Jobson (en)). Il s'y impose immédiatement et marque quelques buts qui aident grandement son club à obtenir la promotion en Premier League. Mais avec le recrutement de Steve Howey, Richard Dunne et Paul Ritchie, l'entraîneur Joe Royle ne lui donne plus beaucoup de temps de jeu.
Il est alors transféré à Cardiff City pour 700 000 £. Là-bas, il est pris à partie par les supporteurs du club qui le chahutent dès sa première entrée sur le terrain. Après trois saisons, il est libéré de son contrat par le club et choisit de retourner dans le club où il a commencé sa carrière, Southend United, aidant le club à obtenir deux promotions consécutives. 
Il terminera sa carrière en s'offrant une expérience aux antipodes, en signant pour les clubs australiens de Newcastle United Jets puis de Manly United (en).

### Carrière d'entraîneur
Avant de reprendre sa carrière de joueur en Australie, il s'était installé dans le pays en y devenant consultant pour Fox Sports Australia (en) et en rachetant une entreprise d'équipements sportifs, Love Football. Il commence aussi à entraîner des équipes de jeunes dans des lycées avant de rechausser les crampons en signant pour Newcastle United Jets en décembre 2008. 
Le 1er janvier 2011, il devient l'assistant de Tom Sermanni, l'entraîneur de l'équipe d'Australie féminine. L'année suivante, il devient l'entraîneur de l'Australie féminines U20 (en) et, en 2016, de la Thaïlande féminines.

## Palmarès
- Leicester City :
  - League Cup : 1996-1997

- Cardiff City :
  - Vainqueur des play-offs de promotion de Division Two : 2003
  - Coupe du pays de Galles : 2001-2002